# Combustion and Flame
Combustion and Flame (в переводе с англ. «Горение и пламя») — один из наиболее авторитетных научных журналов в области физики и химии горения. В нём публикуются статьи с результатами фундаментальных исследований процессов горения и взрыва.

## Тематика
Журнал ориентирован на научных работников, занимающихся теоретическими, экспериментальными и численными исследованиями горения. Особое внимание уделяется таким областям, как разработка и валидация кинетических схем горения топлив, исследование ламинарных и турбулентных режимов горения, разработка экспериментальных и диагностических методик для процессов горения и создание новых технологий, использующих горение.

## Издание
Журнал Combustion and Flame выпускается издательством Elsevier как официальное издание Международного института горения. Первый том увидел свет в 1957 году. Выходит с периодичностью один раз в месяц. Импакт-фактор журнала в 2012 году был равен 3,599.